# 公務員薪俸及服務條件常務委員會
公務員薪俸及服務條件常務委員會（簡稱公務員薪常會，縮寫SCCS）是香港政府專門負責處理大部份公務員待遇的公營機構，於1979年成立。委員會的職責，主要是就香港政府非首長級公務員（不包括司法人員及紀律人員）的薪酬、服務條件以及薪俸結構的原則和措施，向香港行政長官提出相關建議。
委員會與獨立組織香港薪酬趨勢調查委員會有密切聯繫。此外，委員會與另外三個委員會的共同行政支援部門為香港公務及司法人員薪俸及服務條件諮詢委員會聯合秘書處。

## 歷任主席
- 楊家聲，GBS，MBE，JP（2000年8月—2006年8月）
- 羅家駿，SBS，JP（2006年8月—2019年1月）
- 彭耀佳，GBS，JP（2019年1月—）

## 外部連結
- 關於公務員薪俸及服務條件常務委員會 （页面存档备份，存于）